# Cantón de Sarzeau
El cantón de Sarzeau era una división administrativa francesa, que estaba situada en el departamento de Morbihan y la región de Bretaña.

## Composición
El cantón estaba formado por cinco comunas:
- Arzon
- Le Tour-du-Parc
- Saint-Armel
- Saint-Gildas-de-Rhuys
- Sarzeau

## Supresión del cantón de Sarzeau
En aplicación del Decreto n.º 2014-215 de 21 de febrero de 2014, el cantón de Sarzeau fue suprimido el 22 de marzo de 2015 y sus 5 comunas pasaron a formar parte del nuevo cantón de Séné.